# Саут-Бенд Тауншип (округ Армстронг, Пенсільванія)
Саут-Бенд Тауншип (англ. South Bend Township) — селище (англ. township) в США, в окрузі Армстронг штату Пенсільванія. Населення — 1006 осіб (2020).

## Демографія
Згідно з переписом 2010 року, у селищі мешкало 1167 осіб у 463 домогосподарствах у складі 347 родин. Було 513 помешкання
Расовий склад населення:
| - 98,7 % — білих - 0,3 % — азіатів - 0,1 % — вихідців з тихоокеанських островів - 0,1 % — корінних американців - 0,1 % — чорних або афроамериканців |

До двох чи більше рас належало 0,8 %. Частка іспаномовних становила 0,1 % від усіх жителів.
За віковим діапазоном населення розподілялося таким чином: 21,1 % — особи молодші 18 років, 62,4 % — особи у віці 18—64 років, 16,5 % — особи у віці 65 років та старші. Медіана віку мешканця становила 44,1 року. На 100 осіб жіночої статі у селищі припадало 104,4 чоловіків;  на 100 жінок у віці від 18 років та старших — 104,7 чоловіків також старших 18 років.
Середній дохід на одне домашнє господарство  становив 57 379 доларів США (медіана — 40 781), а середній дохід на одну сім'ю — 63 307 доларів (медіана — 50 815). Медіана доходів становила 46 979 доларів для чоловіків та 31 250 доларів для жінок. За межею бідності перебувало 8,9 % осіб, у тому числі 4,9 % дітей у віці до 18 років та 9,2 % осіб у віці 65 років та старших.
Цивільне працевлаштоване населення становило 405 осіб. Основні галузі зайнятості: транспорт — 22,2 %, освіта, охорона здоров'я та соціальна допомога — 12,6 %, виробництво — 12,3 %.